# イルマ・ヴェップ
『イルマ・ヴェップ』（Irma Vep）は、1996年のフランス映画。
香港を代表する女優でもあるマギー・チャンが、フランス映画に進出した作品で、映画撮影過程を描いた映画。マギー・チャンはこの映画がきっかけで監督のオリヴィエ・アサヤスと結婚したが、後に離婚している。

## あらすじ
香港女優のマギー・チャンは新作映画『イルマ・ヴェップ』の撮影のために単身パリへやって来るが、監督はノイローゼで失踪し、撮影は難航してしまう。マギーは現地スタッフとも折り合いがいかず、スタッフの1人のゾエだけが唯一親切なのだが････。

## キャスト
- マギー・チャン - マギー・チャン
- ルネ・ヴィダル - ジャン＝ピエール・レオ
- ゾエ - ナタリー・リシャール（フランス語版）
- 記者 - アントワーヌ・バズラー（フランス語版）
- ロール - ナタリー・ブトゥフー（フランス語版）
- デゾルモ - アレックス・デスカス
- ミレイユ - ビュル・オジエ
- ジョゼ・ミュラノ - ルー・カステル

## 備考
- "Irma Vep" とはフランスの連続活劇『レ・ヴァンピール 吸血ギャング団』（1915年 - 1916年）に登場する女盗賊のこと。"vampire" のアナグラムである。